# Jar Jar Binks

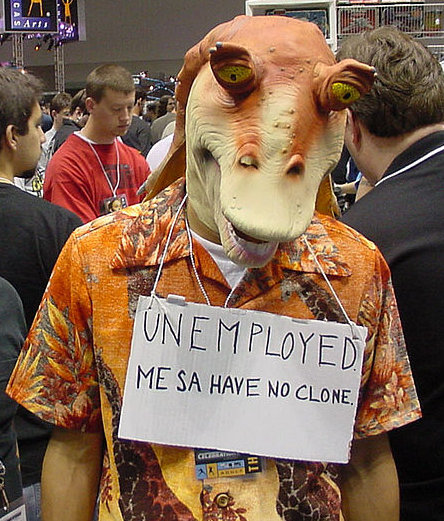
Kostým Jar Jar Binkse

Jar-Jar Binks je fiktivní postava ze série Star Wars. Je příslušníkem fiktivní rasy Gunganů, žijících na planetě Naboo. Pro svoji nešikovnost byl vyhnán z podvodního světa. Vrátí se ale zpět s Qui-Gon Jinnem a jeho padawanem Obi-Wanem Kenobim. Když senátorka Padmé Amidala opouští ve druhé epizodě Coruscant, ustanoví Jar-Jara svým zástupcem. Ten pak na popud kancléře Palpatina vyzve senát k hlasování o speciálních právech pro kancléře, díky nimž se Palpatin stane ještě silnějším.
Hlas a pohyby postavě propůjčil Ahmed Best.

## Život
Jar-Jar Binks se narodil na planetě Naboo, v blíže neznámém hvězdném datu, pravděpodobně několik desetiletí před bitvou o Yavin. Byl příslušníkem zdejší rasy Gunganů, která žila v symbióze s pozemskou cilizací Naboo. Kvůli mnoha nezdárným pokusům o zapojení se do gunganského života byl vyhoštěn z hlavního města a potuloval se po lesích planety až do doby, než v roce 32 BBY došlo k invazi droidů Obchodní federace na Naboo. Tehdy se potkal s rytířem Jedi Qui-Gon Jinnem, který mu zachránil život. Spolu s Qui-Gonem a jeho padawanem Obi-Wan Kenobim se vydali do podvodního města Gunganů, kde vyjednávali o pomoci pro lidskou polovinu obyvatel Naboo. Vláda Gunganů to však odmítla a darovala jim ponorný člun, takže se Jar-Jar vydal na cestu s oběma rytíři Jedi. Propluli středem planety, načež zachránili královnu Padmé Amidalu ze separatistického zajetí. Poté prorazili separatistickou blokádu planety a museli nouzově přistát na planetě Tatooine, kde se Jar-Jar stal součástí výzkumného týmu, kterému svou nešikovností přivodil řadu problémů. Stal se svědkem nalezení mladého Anakina Skywalkera, tzv. Vyvoleného.
Později na žádost královny Amidaly dohodl mír mezi Gungany a lidskou částí obyvatelstva planety, za což byl povýšen na generála a vedl gunganská vojska v rozhodující pozemní bitvě, která sloužila jako zástěrka pro vzdušný a diverzní útok. Gunganská vojska pod jeho vedením se statečně bránila na planinách Naboo, nakonec však před přesilou droidů začali ustupovat. Jar-Jar se vlastní nešikovností ocitl v zajetí, ale brzy se z něj dostal, když byli deaktivování zničením řídícího centra Obchodní federace, odkud byli ovládáni. Jar-Jar se stal hrdinou a byl jmenován senátorem do galaktického senátu za rasu Gunganů.
O 10 let později se stal zástupcem senátorky Amidaly v senátu, po jejím odjezdu s Anakinem do úkrytu před atentátníky hraběte Dooku. Na popud kancléře přednesl v senátu návrh na svolání klonové armády do boje a udělení speciálních pravomocí kancléři, čímž v podstatě započal velký sithský plán, který vyvrcholil ovládnutím galaxie o 3 roky později.
Jako senátor se zúčastnil klonových válek, zúčastnil se zápasu o ovládnutí planety Rodia, ve které sehrál rozhodující úlohu, když zmátl separatistické síly a umožnil tak senátorce Amidale převzít kontrolu. Dále vyjednával s piráty, kteří mu nakonec vydali rytíře Jedi, Anakina Skywalkera a Obi-Wana Kenobiho. Vyšetřoval snahu separatistů o otrávení vody na Naboo, byť zde způsobil spíše více škod než užitku. Naboo později bránil s gunganskými silami proti generálu Grievousovi, kterého dokonce zajali, ale nakonec byli nucení vyměnit za Anakina Skywalkera. Zúčastnil se i války na Mon Calamari, kde pomáhal calamarianům s porážkou soupeřící rasy. I přes konečnou bezvýchodnou situaci se povedlo Republice i zde uspět a válka na této vodní planetě skončila úspěchem. Ke konci války Jar-Jar spolu s mistrem Macem Windu vyšetřoval spiknutí okolo královny Julie, vládkyně planety Bardotta. Z královny se stala jeho milenka. Nakonec Mace Windu zjistil, že celé spiknutí je vedeno Matkou Talzin, bývalou vůdkyní tzv. Sester noci. On i Jar-Jar se zúčastnili rozhodující bitvy proti Talzin, když sami dva zabránili velké katastrofě a vraždě královny Julie. I přesto, Jar-Jarovo úsilí během války bylo zbytečné, jako všech co bojovali na straně Republiky. Poslední zmínka o něm pochází z pohřbu Padmé Amidaly, kterého se zúčastnil s velikým zármutkem. Je tedy jisté, že žil i dále, ale už v područí Galaktického impéria.

## Sithský lord
Někdy mezi začátkem Preguel trilogie a epizodou VII vznikla teorie o tom, že Jar Jar Binks je tajně sithský lord.
Podle teorie George Lucas plánoval ve Skryté hrozbě vytvořit protiklad Yody z filmu Impérium vrací úder. To byl důvod, proč vytvořil Jar Jar Binkse. Jelikož se daná postava nesetkala mezi fanoušky kladného hodnocení (stala se nejnenáviděnějším postavou celé série), rozhodl George Lucas o zrušení svého nápadu a vytvoření hraběte Dooku.
Původně měl Jar Jar Binks představovat tu skrytou hrozbu. Přesněji, Jar Jar Binks byl sithský lord a mistr Palpatina. Což lze vidět v epizodě I a II. Kde skáče jako Jedi, ovlivňuje svou myslí ostatní lidi (např. Amidalu) a využívá bojové umění Opilá pěst pro zmatení bojovníků. Též se zapříčinil o poškození hyperpohonu při úniku z planety Naboo v první epizodě. Několikrát zesměšňoval umění Jedi a to i před Anakinem, též v něm pomohl zažehnout touhu po Amidale. Je patrné, že již od počátku věděl, kdo je pravá královna (viz epizoda I), též poznal příchod Obi-Wana a Anakina z výtahu (viz epizoda II). Vždy se snaží být po boku svého padawana Palpatina, aby mu radil a posléze dostal na post císaře. Na konci II. epizody se měl setkat v souboji se svým protikladem Yodou, což mělo být plnohodnotné vyvrcholení II. epizody.
Se svým padawanem se seznámil na Naboo. Jeho lidé ho vyhnali kvůli tomu, že se báli jeho schopností.
Aby se neprozradil před Jedie, předstíral neschopnost, což se mu podařilo i u mnoha fanoušků Star Wars.